# Parafia Świętej Trójcy w Dąbiu Kujawskim
Parafia Świętej Trójcy w Dąbiu Kujawskim – parafia rzymskokatolicka, znajdująca się w diecezji włocławskiej, w dekanacie brzeskim. 

## Duszpasterze
- proboszcz: ks. Ireneusz Sawicki (od 2009)

## Kościoły
- kościół parafialny: Kościół Świętej Trójcy w Dąbiu Kujawskim (nowy)
- kościół filialny: Kościół Świętej Trójcy w Dąbiu Kujawskim